# Adam Zabiełło
Adam Zabiełło herbu Topór – podczaszy czernihowski w latach 1781–1792, konsyliarz wołkowyski w konfederacji targowickiej, wyznaczony przez konfederację targowicką do sądów ulitimae instantiae Wielkiego Księstwa Litewskiego w 1793 roku.